# Lotsane
Lotsane – rzeka we wschodniej Botswanie o powierzchni zlewni 9748 km².
Jej źródła znajdują się na płaskowyżu Kalahari, na wysokości około 1300 m. Płynie głównie w kierunku wschodnim, przepływając przez takie miejscowości jak Maunatlala, Palapye, Serowe. Następnie uchodzi jako lewy dopływ Limpopo, na wysokości 751 m, tuż przy granicy z Południową Afryką.
Wszystkie dopływy Lotsane są suche przez cały rok, a w letniej porze deszczowej występują efemeryczne przepływy. Jej dopływami są między innymi Dikabeya i Susuela. Na rzece Lotsane w 2012 roku powstała główna zapora, ale planowane są kolejne.